# Leonte Landino
Leonte Landino Valbuena (20 de diciembre de 1978, Maracaibo, Venezuela) es un periodista, productor de medios, ejecutivo y estrategia de medios de nacionalidad venezolano-estadounidense, reconocido y premiado por el desarrollo de contenidos y coberturas en el béisbol de las Grandes Ligas y en el ámbito internacional para diferentes medios de comunicación, destacando su paso e impacto en la cadena internacional deportiva ESPN como productor, estratega y líder de contenidos, escritor y autor en el área del béisbol para América Latina y diferentes mercados globales.  
De igual forma ha colaborado con organizaciones como la Oficina del Comisionado de Major League Baseball, como ejecutivo en el área de Mercadeo y Contenidos.  Desde 2023 es la cabeza de contenidos y negocios para Diamante 23, la primera cadena digital multiplataforma de cobertura global del béisbol en Español.  
Durante su carrera ha sido dos veces nominado como productor del programa Béisbol Esta Noche a los Sports Emmy Awards, así como también ha sido ganador múltiple del Premio Telly. Ha destacado como compositor musical de temas alusivos al béisbol para ESPN y lideró la producción de la Serie Domingo de Grandes Ligas por ESPN Deportes y ESPN Internacional.
Landino es desde 2020 miembro de la Asociación de Escritores de Béisbol de América (BBWAA) siendo uno de los selectos periodistas hispanos que han conformado esta institución.  

## Educación
Landino nació en Maracaibo, Venezuela y cursó estudios en el Liceo Los Robles donde jugó béisbol. Es graduado como Licenciado en Comunicación Social como Periodista Audiovisual de la Universidad del Zulia.  Cursó estudios de inglés en Xavier University en Cincinnati, Ohio.  
En 2001 fue aceptado al programa de Maestría en Artes de la Comunicación de la Universidad de Florida y en 2004 egresó con el título de Maestría en Comunicación Masiva, mención Telecomunicaciones.

## Inicios en los medios
Comenzó su carrera como panelista en el programa "Avance Deportivo" en la emisora radial La Voz de la Fe.  Simultáneamente se unió al staff de comentaristas de Niños Cantores Televisión donde se desempeñó como narrador de béisbol de las Pequeñas Ligas, el circuito de TV de los Toros del Zulia de la Liga Especial de Sóftbol de Venezuela, así como del circuito de TV del equipo Pastora de Occidente.  En 1997 comienza las transmisiones de Béisbol de Grandes Ligas a través de LUZ FM 102.9, las primeras en Venezuela en frecuencia modulada. En 1998 se une al proyecto de producción para las Águilas del Zulia como conductor y productor general de "Águilas...A La Carga", el programa de televisión de las Águilas del Zulia, primero en la historia de la TV del Zulia con multi-distribución regional y posteriormente sindicado a nivel nacional para Meridiano TV. 

## Carrera en los Estados Unidos
En 2000, Landino trabajó para la cadena de noticias CNN en su sede en Atlanta como asistente de producción de la sección de Deportes CNN donde realizó funciones de reportero cubriendo a los Bravos de Atlanta. Posteriormente fue colaborador en remotos de CNN Radio en Español.
En 2004 se une al departamento de medios de los Tampa Bay Rays y compartió sus funciones de prensa con el circuito radial en español del equipo en los juegos en casa.  Para 2005, Landino se une a ESPN Internacional y es asignado a la producción y supervisión de las transmisiones de la Liga Mexicana de Béisbol y Liga Mexicana del Pacífico.  En 2006 planifica y lleva a cabo las primeras transmisiones de la Liga Venezolana de Béisbol por ESPN para América Latina y los Estados Unidos, cuyos derechos se extendieron hasta 2014 y que incluyó al miembro del Salón de la Fama Luis Aparicio como analista invitado en varias ocasiones.  Participó en las producciones de Liga Dominicana de Béisbol, Clásico Mundial de Béisbol, Juegos de Estrellas de MLB, y otras propiedades con producción propia de ESPN como la Liga Universitaria de Futbol Americano de México (ONEFA), el fútbol de la primera división de México, la Major League Soccer y los X Games en los Alpes franceses.  
Ha desarrollado la cobertura de la Serie del Caribe para ESPN Deportes, propiedad que desde el 2009 es llevada en exclusiva a los Estados Unidos por esta cadena.
Landino se desempeñó como productor principal del programa Béisbol Esta Noche, principal espacio informativo y de análisis del mundo del béisbol entre 2005 y 2020 conducido por Luis Alfredo Álvarez y Carolina Guillén, junto a una serie de analistas y panelistas principales como Ernesto Jerez, Guillermo Celis, Enrique Rojas, Fernando Álvarez, Candy Maldonado, Carlos Baerga, Ozzie Guillén, Manny Acta, Eduardo Pérez, Ismael "Rocket" Valdez, Alex Cora, Raúl Ibáñez, Vinicio Castilla, José Tolentino, Orestes Destrade, Orlando "El Duque" Hernández, Héctor Cruz, entre otros invitados de relevancia en el mundo del béisbol.  Béisbol Esta Noche fue el primer programa de béisbol dos veces nominado a los Sports Emmy Awards en la categoría "Programa Sobresaliente en Estudio en Español" en los años 2015 y 2017".
Simultáneamente Landino ha sido desde 2005 el productor principal de la serie Domingo de Grandes Ligas, el juego semanal de transmisión y distribución exclusiva a nivel internacional de la cadena ESPN, conducido en español por Ernesto Jerez, Luis Alfredo Álvarez y el reportero Guillermo Celis.
Landino ha sido compositor y productor de obras musicales para ESPN que han sido utilizadas para identificar la cobertura anual de béisbol en sus plataformas:
- "La Fiesta del Caribe" con Mermelada Bunch.
- "Vamos a Gozar la Pelota" con Luis Enrique.
- "Llegó el Béisbol" con Mermelada Bunch.
- "El Campo de los Sueños" con Prince Royce.
- "Here we go Béisbol" con OzoMatli.
- "El Novato" con Willy Chirinos.[2]
- "La Gran Fiesta del Béisbol" con Fernando Villalona y Sergio Vargas.
- "Jonronero" con Oscar D´León y Huáscar Barradas.[3]
- "Pelota Caribe" con Guaco.
- "No llores" (Versión Béisbol) con Gloria Estefan.
- "El Rey de la Pelota" con Héctor Acosta "El Torito".
- "Hermosillo se Prendió" con Banda La Retadora.
- "Vengo con el Fuego" con Milly Quezada feat. Tonio Vásquez.[4]
- "Ahí es donde yo la Gozo" (Versión Béisbol) con Guaco.
- "La fiesta guinda" con Banda Quinta Sincronía.
- "De donde viene el Béisbol" con Banda La Adictiva.
- "Difícil Es Perder" con Tony G.
- "Vagando" (versión Béisbol) con El Prodigio.
- "Clase Social" (versión Béisbol) con Porfi Baloa.
- "Botamos la Pelota" (Remake ESPN) con Gilberto Santa Rosa.
- "Boom Boom" con Guaco.
- "Conmigo" con KatOnTheMuv.
- "El Juego está en mi" con Los Wizzards.
- "Échate Pa´Atrás" con 3RG Miami.

En 2022 Landino deja ESPN y se une a la Oficina del Comisionado de Major League Baseball como Director de Contenidos en Vivo, supervisando el equipo de creadores de contenidos multiplataformas para la liga.  Como ejecutivo fue el primer venezolano en el directorio ejecutivo de Major League Baseball.  Con este grupo desarrolla proyectos importantes para LasMayores.com como 3&2, una colaboración entre ESPNDeportes y LasMayores.com y "Lo Mejor de la Semana" un refrescado formato digital del clásico programa conducido en español por Juan Vené para América Latina en la década de los 80´s y 90´s.  
En 2023 Landino lanza al mercado como cabeza editorial la plataforma Diamante23, como una iniciativa de producción de contenidos digitales de béisbol en español.  A través de la casa productora Marallti Entertainment, Landino ha desarrollado proyectos pan-regionales como la producción y estrategias del Salón de la Fama del Béisbol Latino, la entrega del Premio Juan Marichal para LineUp International, la producción general del Cooperstown Latin Fest 2022, la celebración del día de la exaltación al Salón de la Fama de David Ortiz y diversos proyectos regionales para clientes como Grandes En Los Deportes en la República Dominicana, Pepsi y Empresas Polar de Venezuela, la Liga Colombiana de Béisbol Profesional y asesoría de proyectos de marketing y comunicaciones para organizaciones como Toros de Tijuana y Águilas del Zulia.
Sus producciones y trabajos como talento, reportero, comentarista y productor abarcan prestigiosos medios de comunicación hispanos como Venevisión (Venezuela), Televen (Venezuela), Simple TV (Venezuela), SportsMaxNews TV (América Latina), CDN (República Dominicana), VTV Canal 32 (República Dominicana), RTVD Canal 4 (República Dominicana), WAPA (Puerto Rico), TeleRebelde (Cuba), TeleCaribe (Colombia).
En 2024 Landino se unió a los Hartford Yard Goats, equipo filial de los Rockies de Colorado de la Liga del Este, clasificación doble A, como miembro del circuito de radio y estratega de medios en español.
Landino ha sido conferencista en diversos paneles sobre temas de periodismo y deportes y catedrático en calidad de profesor titular de la Maestría en Periodismo Deportivo de la Universidad Católica Madre y Maestra en Santo Domingo, República Dominicana.

## SABR
Desde 2003 es miembro de la Society for American Baseball Research (SABR) y desde 2007 es el director del Capítulo Luis Castro para América Latina.  Landino lideró la investigación para la confirmación de Luis Castro como el primer jugador latinoamericano en las Grandes Ligas, confirmando junto al investigador Nick Martínez la validez del registro del barco S.S. Colon donde Castro arribó junto a su padre a los Estados Unidos en 1885 y donde se documenta a Medellín como lugar de nacimiento.  Esta investigación estableció su nacionalidad para los registros históricos del Béisbol. Posteriormente en 1998 junto al periodista Juan Vené confirmaron el lugar específico donde reposan sus restos en el Cementerio Mount St. Mary en Queens, Nueva York y documentada en su libro "Las mejores anécdotas en el Béisbol".  También ha participado en las Convenciones Nacionales de SABR como ponente.  Es el escritor de las biografías oficiales en el registro del béisbol de Luis Aparicio en el libro Go-Go White Sox, Wilson Álvarez para el libro "Un-Hittables" y Manny Trillo para el libro "Moustache and Mayhem: The 1970-73 Oakland Athletics".
Ha llevado la serie de conferencias "Perspectivas del Béisbol" a Venezuela, México, Colombia, República Dominicana y Miami. Es coeditor junto a Bill Nowlin del libro Vinotinto Baseball: 80 years of Venezuelan Major League Baseball. 
En 2013 tuvo una aparición en el film documental El Efecto Clemente, una producción de ESPN Films y en 2017 protagonizó el documental Águilas A La Carga, Serie del Caribe 2017, una crónica del paso de las Águilas del Zulia en la Serie del Caribe de Culiacán 2017.

## Personal
Landino vive en Connecticut y está casado con Mariana Corzo. Son padres de dos hijos, Anabella y Andrés David.